# Telescópio refletor
Um telescópio refletor é um telescópio óptico que usa uma combinação de espelhos curvos e planos para refletir a luz e formar uma imagem. Os telescópios refletores podem assumir diversos formatos, destinados a corrigir determinados erros ou diminuir algumas interferências e, por usarem conjuntos de espelhos, também podem ser chamados de catóptricos.
As funções que são desempenhadas por um telescópio refletor, como a necessidade de fotografar objetos a distâncias infinitas, visualizá-los em diferentes comprimentos de onda de luz, juntamente com a necessidade de ver a imagem que o espelho primário produz, mostram que sempre há algum comprometimento no design ótico dele, dessa forma, não é capaz de produzir imagens perfeitas.
Utilizando-se de dois espelhos, em que o espelho primário focaliza a luz em um ponto comum em frente à sua própria superfície refletora, o espelho secundário é projetado em uma posição próxima a esse ponto focal, obstruindo, de forma parcial, a luz de alcançar o espelho primário. Isso causa uma redução na quantidade de luz que o sistema coleta, bem como uma perda de contraste na imagem devido aos efeitos de difração da obstrução.
Foi concebido por Isaac Newton no século XVII, como alternativa aos telescópios refratores, que causavam muitas aberrações cromáticas. Embora os refletores ainda causem outros tipo de alterações (aberrações esféricas), permitem objetivas de diâmetros muito maiores e, hoje em dia, são em disparado os mais utilizados na pesquisa astronômica e na astronomia.

## História

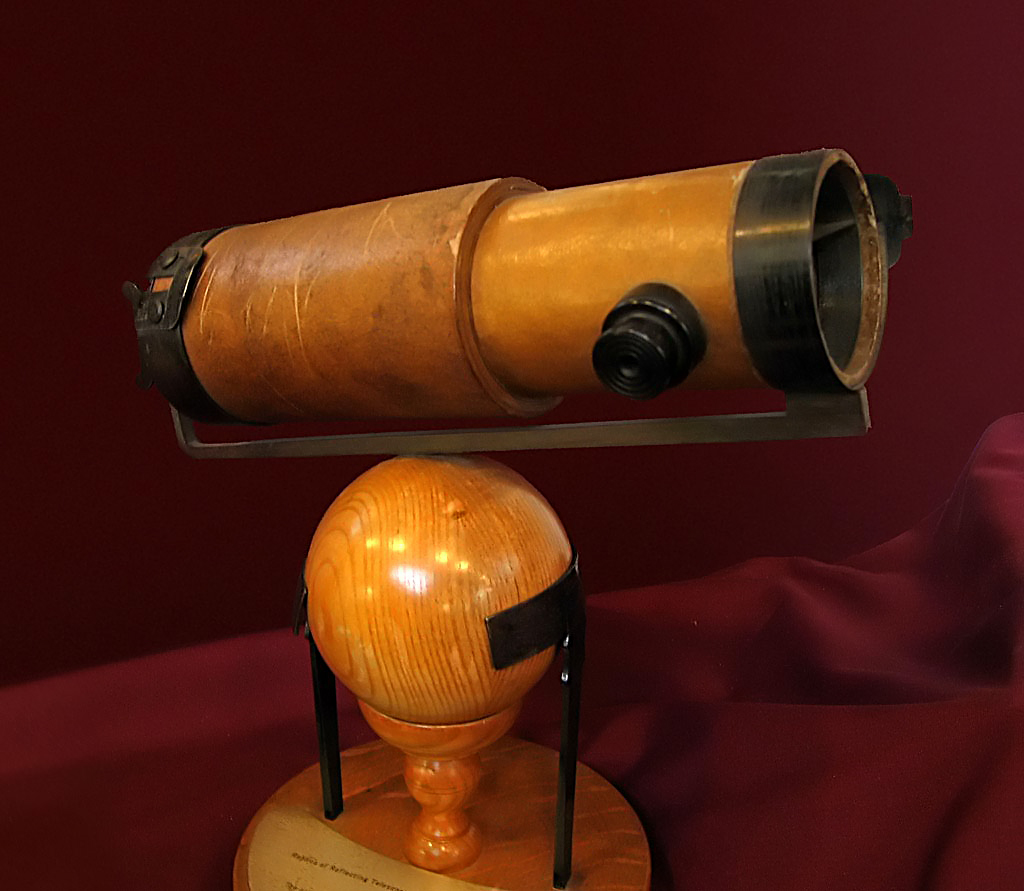
Réplica do segundo telescópio feito por Newton e apresentado a Royal Society de Londres em 1672.

É comum atribuir-se a Isaac Newton a invenção do telescópio refletor, porém na verdade o grande mérito de Newton foi o de ter sido o primeiro a construir um telescópio refletor capaz de rivalizar com os refratores de sua época. Antes de Newton, Zucchi, Cavalieri, Mersenne, Descartes e Gregory, todos consideraram alguma forma de telescópio que usasse espelhos côncavos e lentes convexas, mas nenhum deles chegou, efetivamente, a construir um.
Uma tentativa séria de construção partiu de Zucchi em 1616, o telescópio deveria possuir o espelho primário côncavo inclinado com respeito ao tubo, de forma que a imagem seria formada lateralmente, fora do tubo, para evitar a interferência da cabeça do observador. Porém em função da baixa qualidade do espelho produzido, nunca chegou a ser construído.
Newton projetou seu telescópio refletor com o intuito de sanar o problema da aberração cromática, existente em todos os telescópios refratores (até a invenção da lente acromática). O telescópio de Newton usava um espelho primário côncavo e um secundário plano e inclinado de 45o, assim a imagem formava-se na lateral do tubo, onde era colocada a ocular. Seu primeiro instrumento foi construído em 1668, mas permaneceu praticamente desconhecido. Tratava-se de um instrumento pequeno, o espelho primário possuía 3,4 cm de diâmetro e uma distância focal de 16 cm, usava uma ocular plano-convexa, produzindo um aumento de 35 vezes. O espelho era metálico, feito de uma liga de cobre e estanho e a despeito das imperfeições que ocasionavam aberração esférica, o próprio Newton afirmava que seu desempenho era igual ou melhor que refratores de 120 cm de distância focal da época, embora fosse menos luminoso.
A aberração esférica acontece porque um espelho esférico não é capaz de concentrar em um foco comum a luz de um objeto distante, visto que o reflexo dos raios de luz que atingem o espelho próximo a sua borda não aproximam-se de um mesmo ponto (não convergem) com aqueles que refletem mais perto do centro do espelho. Por esse fato, usa-se espelhos parabólicos, a fim de concentrar toda a luz em um foco comum. Além disso, os espelhos parabólicos funcionam de maneira satisfatória com objetos perto do centro da imagem que produzem; isso ocorre quando a luz viaja paralela ao eixo óptico do espelho. Contudo, em direção à borda desse mesmo campo de visão, elas sofrem outras aberrações, porém alguns telescópios, como o telescópio Ritchey-Chrétien, um dos variantes do telescópio Cassegrain, e os telescópios catadióptricos já são capazes de corrigir.
No outono de 1671, Newton construiu um segundo telescópio com as mesmas características, mas de melhor qualidade, que foi apresentado à Royal Society de Londres em 11 de Janeiro de 1672, gerando grande interesse.
Em 1723 o escocês James Short, criou o primeiro telescópio com aberração cromática aproximadamente zero, era um Telescópio newtoniano com um espelho côncavo feito de speculum, uma mistura de estanho e cobre. Já o telescópio acromático, ou seja sem nenhuma aberração cromática foi fabricado em 1736 pelo matemático Chester Moor Hall, no qual era constituído por vidros com formação diferentes, que fazia com que os feixes de luz, que passavam pelo espelho, desviasse por ângulos diferentes, porém também variavam o ângulo de desvio, de cor para cor, de forma diferente, tornando possível a criação de uma objetiva, com a combinação de duas lentes constituídas por materiais diferentes, que não apresentassem aberração cromática.
Nos dias de hoje os espelhos dos telescópios são construídos, a partir de blocos de vidro, na qual por meio de polimento da-se a forma desejada a um dos lados do vidro e é aplicado sobre o mesmo, na câmara de vácuo, uma fina camada de alumínio. Além disso, com a intenção de reduzir ainda mais a aberração cromática têm sido construídas objetivas com três elementos, denominadas “apocromáticas”.

## Utilização em pesquisas astronômicas
Existem diversos motivos para que os telescópios refletores sejam os mais utilizados em pesquisas astronômicas. Dentre estes, estão:
- Os telescópios refletores funcionam em um espectro de luz mais amplo, já que certos comprimentos de onda são absorvidos quando passam através de objetos feito de vidro, como as lentes encontrados em telescópios refratores ou em telescópios catadióptricos.[9]
- Em uma lente, utilizada nos outros tipos de telescópios, todo o volume do material desta precisa estar livre de imperfeições e heterogeneidades, enquanto no espelho, utilizado pelo telescópio refletor, apenas uma superfície precisa estar perfeitamente polida, tornando sua manutenção mais fácil.[9]
- As imagens obtidas pelo espelho não sofrem de aberração cromática, e o preço do espelho pelo seu tamanho é menor comparado ao preço de uma lente, aumentando o custo-benefício deste tipo de telescópio.
- Como as lentes só podem ser apoiadas pela suas bordas, existem problemas quanto às lentes de grande abertura pois seu centro pode se envergar devido à gravidade, distorcendo a imagem final. Desta forma, na prática, a maior lente de um telescópio refrator é de cerca de 1 metro.[10] Em contrapartida, o espelho pode ser apoiado por todo seu lado oposto, evitando seu envergamento e consequentemente a distorção da imagem. Atualmente, o espelho do maior telescópio refletor passam os 10 metros de diâmetros.

## Tipos de telescópios refletores

Diagrama de um telescópio de Newton ou newtoniano.

Os telescópios refletores podem ser divididos em dois grandes grupos, de acordo com o tipo de objetiva:
- Refletores: objetiva constituída apenas por espelhos (curvos e/ou planos);
- Catadióptricos (ou mistos): objetiva constituída por um espelho e uma lente corretora.

Diagrama de um telescópio Cassegrain clássico.

### Refletores
Dentro da primeira categoria (refletores) podem-se destacar:
- Telescópio de Newton (ou newtoniano): é constituído por um espelho primário côncavo e um secundário plano, inclinado 45o com respeito ao eixo do tubo. A curvatura do primário corresponde a um parabolóide de revolução. Essa forma evita a aberração esférica, que ocorre se sua curvatura fosse esférica. O espelho secundário (plano) é normalmente cortado na forma de uma elipse. Neste telescópio, a luz entra pelo tubo, reflete-se no espelho primário e converge para o espelho secundário, que está antes do foco do primário. O secundário por sua vez, reflete a luz lateralmente através de uma abertura no tubo do telescópio onde se encontra a ocular.[1][2]

Diagrama de um telescópio de Gregory ou gregoriano.

- Telescópio Cassegrain: foi inventado em 1672 pelo francês Cassegrain, de quem se sabe pouco, pois é referido como Guillaume Cassegrain ou Jacques Cassegrain,[11] também como Jean Cassegrain, físico e astrônomo.[1] Alguns dizem que era professor no College of Chartres,[2] outros que era um escultor com inclinações astronômicas.[12]Diagrama de um Cassegrain com foco coudé.Diagrama de um telescópio de Gregory ou gregoriano.Neste telescópio o espelho primário é côncavo com a forma de um parabolóide e o secundário é convexo e hiperbolóide. Após a reflexão no primário, a luz converge para o secundário sendo então refletida novamente em direção ao primário, passando por um furo existente no centro deste, chegando à ocular situada na parte traseira do tubo. Embora tenha sido inventado no mesmo ano que o telescópio de Newton, só veio a ser uma realidade prática muito mais tarde, em função da complexidade na construção de seus espelhos. A maioria dos grandes telescópios modernos é do tipo Cassegrain.[1][11]

Diagrama de um Cassegrain com foco coudé.

Atualmente existem diversas variantes do Cassegrain, diferindo do original em função do tipo de curvatura de seus espelhos, como por exemplo o Dall-Kirkham, cujo espelho primário é elipsoidal e o secundário é esférico e o Ritchey-Chrétien, com primário hiperbolóide e secundário também hiperboloide, como é o caso do telescópio espacial Hubble. Outras variantes referem-se à posição do plano focal, os telescópios com montagem equatorial podem usar o foco coudé (em francês "cotovelo"), no qual uma série de espelhos planos leva a luz através de um furo no eixo polar do telescópio. Os com montagem altazimutal podem usar o foco Nasmyth (inventado por James Nasmyth), no qual um espelho plano direciona a luz através do eixo da altura, na lateral do telescópio.
- Telescópio de Gregory (ou Gregoriano): em 1663 (nove anos antes do telescópio de Newton), o matemático e astrônomo escocês James Gregory propôs um telescópio com uma combinação de dois espelhos, um primário côncavo parabolóide e um secundário também côncavo elipsoidal. Porém, também devido a dificuldades na confecção dos espelhos, este telescópio jamais chegou a ser construído em sua época.[4][5]

Diagrama de um telescópio schiefspiegler ou Kutter.

Neste instrumento, a luz é refletida em um espelho côncavo (espelho primário), convergindo para o espelho secundário localizado depois do foco daquele. O espelho secundário, em vez de plano (Newton) ou Convexo (Cassegrain), também é côncavo, convergindo a luz – passando por um orifício no espelho primário – até seu foco na ocular. Diferentemente de todos os telescópios atuais, a imagem é direita (não invertida), pois o espelho secundário provoca uma segunda inversão.
- Telescópio Schiefspiegler: este tipo de telescópio possui o espelho primário côncavo inclinado com respeito ao tubo, com um espelho secundário convexo instalado fora do tubo, portanto evitando o bloqueio de parte da luz incidente no primário, como no caso do Cassegrain.

Foi desenvolvido pelo alemão Anto Kutter, que entre 1950 e 1960 construiu vários destes instrumentos, nomeando-os de shiefspieglers (em alemão "espelhos inclinados").

### Catadióptricos
A segunda categoria de telescópios refletores são os catadióptricos, nos quais é utilizado uma lente corretora à frente do espelho primário côncavo. A função desta lente é remover a aberração esférica causada pelo espelho primário. Dessa forma pode-se utilizar espelhos de forma esférica que além de mais simples de fabricar que os parabólicos, apresentam um maior campo de observação. Sistemas que usam apenas lentes são conhecidos como dióptricos e sistemas que usam apenas espelhos como catóptricos, daí o nome catadióptricos adotado por estes instrumentos mistos.
Nesta categoria podem-se citar:

Diagrama de um telescópio Schmidt-Cassegrain.

- Telescópio Schmidt-Cassegrain: trata-se de um telescópio Cassegrain que usa um espelho primário de forma esférica e com uma lente corretora de formato peculiar, colocado à sua frente. Esta lente foi inventada por pelo óptico russo-alemão Bernhard Voldemar Schmidt em 1930, e possui a sua região central convergente enquanto nas regiões periféricas é divergente e é destinada à correção da aberração esférica do espelho primário.[1][2]

- Telescópio Schmidt-Newtoniano: trata-se essencialmente de um telescópio de Newton com espelho primário esférico e com uma lente Schmidt (descrita acima) à entrada do tubo para correção da aberração esférica. Normalmente a lente corretora é furada no centro onde possui um suporte para o espelho plano de 45o.[1][2]

Diagrama de um telescópio Maksutov-Cassegrain.

- Telescópio Maksutov-Cassegrain: este instrumento é muito parecido com o Schmidt-Cassegrain, portanto possui um espelho primário côncavo esférico. Porém utiliza uma lente com forma de menisco à frente do espelho para a correção da aberração esférica. Trata-se de uma lente (menisco) com uma das faces côncava e a outra convexa e de fabricação mais simples que a lente de Schmidt. Foi inventado em 1941 pelo óptico russo Dmitrii Dmitrievich Maksutov e pelo óptico holandês Albert Bouwers, de forma independente, porém ficou conhecido pelo nome do primeiro.[1][2]

- Telescópio Maksutov-Newton: trata-se de um telescópio de Newton com espelho primário esférico e com uma lente em forma de menisco tipo Maksutov (descrita acima) à entrada do tubo para correção da aberração esférica.[1]